# Antidotum (kwartalnik)
Antidotum – bezpłatny kwartalnik Związku Młodzieży Mniejszości Niemieckiej w RP.
Pierwsze wydanie czasopisma pojawiło się w 2004 roku, dzięki pomysłowi Piotra Koziola. Do 2012 roku ukazało się 24 numerów. Głównym celem na początku istnienia było zapobieganie nudzie i pokazanie starszej generacji mniejszości niemieckiej, co młodzież potrafi. Artykuły w czasopiśmie są zarówno w języku polskim jak i niemieckim. „Antidotum” jest wydawane w nakładzie 5000 egzemplarzy.
Grupą docelową czasopisma jest młodzież mniejszości niemieckiej, to pod jej kątem zostają poruszane poszczególne tematy artykułów. „Antidotum” wychodzi naprzeciw zainteresowaniom, prezentując np. aktualne niemieckie zespoły muzyczne czy popularnych sportowców.
Działy czasopisma
- gość numeru,
- newsy z Polski i Niemiec,
- temat numeru,
- w górę i daleko,
- strefa studencka,
- z życia BJDM-u,
- kultura,
- sport.

Redakcja
- Sylwia Kołakowska – redaktor naczelny, Agnieszka Roziewska, Bartek Świerczyński, Joanna Hassa, Karolina Fuhrmann, Manuela Leibig, Marta Zając, Sandra Kałuża, Manuela Tomala.

Finansowanie
Kwartalnik wydawany jest głównie dzięki dotacji Ministerstwa Spraw Wewnętrznych i Administracji, a także Fundacji Rozwoju Śląska i Wspierania Inicjatyw Lokalnych. Partnerem jest Institut für Auslandrsbeziehungen.